# Дискретное программирование
Дискре́тное программи́рование (дискретная оптимизация) — раздел математического программирования.
В противоположность задачам оптимизации с непрерывными переменными, переменные в задачах дискретного программирования принимают только дискретные значения, например, целочисленные.
Задачи комбинаторной оптимизации можно решить с помощью методов дискретного программирования. Одними из основных методов решения задач дискретного программирования являются метод отсечения, метод ветвей и границ и динамическое программирование.

## Примеры задач
- Задача о назначениях
- Задача о ранце
- Задача коммивояжера
- Задачи теории расписаний
- Транспортная задача
- Задачи о покрытиях графов